# 巴比什-博雅依大学
巴比什-博雅依大学（羅馬尼亞語：Universitatea Babeș-Bolyai），常簡稱UBB，是罗马尼亚克卢日-纳波卡的一所公立大学。2015年有41,000多名学生，是罗马尼亚学生数量最多的大学。 巴比什博雅依大学提供罗马尼亚语、匈牙利语、德语、英语和法语的課程。这所大学是以罗马尼亚细菌学家維克多·巴貝什和匈牙利数学家鲍耶·亚诺什，这两位特兰西瓦尼亚著名科学家的名字命名。巴比什博雅依大学是大学联合会（Universitaria Consortium）（罗马尼亚精英大学集团）的五个成员之一。
除此以外，UBB隶属于国际大学协会，桑坦德银行，法语大学机构和欧洲大学协会。同样，UBB签署了欧洲大学宪章（Magna Charta Universitatum），并与50个国家的210所大学建立了合作关系，公认为是东欧最负盛名的大学之一。
巴比什博雅依大学被罗马尼亚教育部列为高级研究型和教育型大学。在2017年的US News世界大学排名中，它被列入世界排名第583的大学，位列罗马尼亚国内第一。